# Ekspresjonizm (teatr)
Teatr ekspresjonistyczny – antyrealistyczny styl w teatrze, powstały w Niemczech około roku 1910. Dojrzałość artystyczną osiągnął po I wojnie światowej, rozwijał się tam do około 1923 roku. Po tej dacie funkcjonował jeszcze w innych krajach, a pomysły inscenizatorskie i stylistyka ekspresjonistyczna były wykorzystywane przez twórców, związanych z innymi nurtami w teatrze nawet po II wojnie światowej. Charakteryzował się silnym zaangażowaniem ideowym i ideologicznym. Skupiał się na ekspresji przeżyć bohatera, zazwyczaj reprezentanta mas społecznych. Szczególne piętno odcisnął na kształcie ekspresjonizmu filmowego.

## Charakterystyka nurtu
Dramat ekspresjonistyczny skupiał się na opisie subiektywnych przeżyć i doznań głównego bohatera, często będącego alter ego samego autora. Pozostałe postacie stanowiły tło dla jego stanów psychicznych i obsesji, były wytworami jego snów i imaginacji. Bohaterowie sztuk ekspresjonistycznych byli zazwyczaj postaciami typowymi, symbolizującymi całe grupy społeczne lub wprost uosobieniami tych grup. W ten sposób sztuki skupiały się na psychologii mas, nie jednostek. Dialog charakteryzował się stylem rwanym, przepełniony był sloganami, wykrzyknieniami. Na scenie często pojawiał się tłum (lub w jego funkcji chór). Utwór dążył do kształtu nowoczesnego „moralitetu”. Ekspresjoniści wyrażali poprzez swoje sztuki wyższe idee, często polityczne (głównie lewicowe) lub religijne, niekiedy radykalnie wątpliwe (Hasenclever w dramacie Der Sohn bronił tezy, że dla swobody ekspresji swojej osobowości można zabić własnych rodziców, a dramaturg Hans Johst stał się w latach 30. zwolennikiem nazizmu).
Rozbudowane akty, znane widzowi z tradycyjnego teatru, w sztukach ekspresjonistycznych zastąpiono ciągami krótkich scen. Sceny realistyczne przeplatały się z fantastycznymi. Natomiast całkowicie zerwano z realistyczną scenografią, pojawiły się stylizowane kubistyczne dekoracje (bryły geometryczne, kotary, schody, podesty). Ważnym elementem były efekty świetlne, które kreowały nastrój na scenie (np. jaskrawe czerwone lub białe światło jako czynnik pobudzający emocje widza). Inscenizatorzy eksperymentowali z wykorzystaniem nowoczesnych technik na scenie, próbując na przykład włączyć do spektaklu sekwencje filmowe.
Grę aktorską cechował silny antypsychologizm. Dążono do osiągnięcia uczuciowej transcendencji. Ruchy aktora były gwałtowne, choreografia silnie stylizowana, gra dynamiczna, charakteryzująca się napięciem mięśni i sztywnością ciała. Głos nienaturalnie modulowano, aż osiągał ochrypłe staccato lub zamieniał się we wrzask.

## Twórcy ekspresjonizmu niemieckiego
Za prekursorów dramatu ekspresjonistycznego uznaje się Franka Wedekinda (Przebudzenie się wiosny, Duch ziemi) oraz Augusta Strindberga (Gra snów, Do Damaszku). Za pierwszy niemiecki w pełni ekspresjonistyczny dramat uznaje się Der Bettler (Żebrak) Reinharda Johannesa Sorge z 1912 roku. Jego bohater, młody poeta, zabija swoich rodziców, gdyż drażni go ich drobnomieszczański styl życia. Do niemieckich autorów dramatów ekspresjonistycznych zaliczani są: Carl Strenheim, Walter Hasenclever, Ernst Toller i Georg Kaiser. Także wczesne sztuki Bertolda Brechta włączają się w ten nurt artystyczny.
Natomiast wzorzec ekspresjonistycznego teatru stworzyła inscenizacja sztuki Oskara Kokoschki z roku 1908, zatytułowanej Morderca, nadzieja kobiet (niem. Mörder, Hoffnung der Frauen). Reżyserią spektakli zajmowali się Max Reinhardt i Leopold Jessner. Ten ostatni zasłynął ekspresjonistycznymi inscenizacjami klasycznych dzieł (m.in wystawionymi w sezonie 1919/1920 Wilhelmem Tellem oraz Ryszardem III), nadając dramatom aktualny kontekst. Po roku 1923 zakończyła się w Niemczech epoka teatru stricte ekspresjonistycznego, jednak tacy reżyserzy jak Erwin Piscator, Leopold Jessner czy Max Reinhardt nadal wykorzystywali techniki typowe dla tego nurtu, łącząc je z nowymi tendencjami w sztuce. Ekspresjonizm przeniknął także do baletu, z tanecznymi układami eksperymentowała Mary Wigman.

## Teatr ekspresjonistyczny na świecie
Po fali popularności teatru ekspresjonistycznego w Niemczech, od 1923 roku styl rozpowszechniał się także na inne kraje Europy oraz trafił za ocean.

### Polska
W Polsce elementy stylu ekspresjonistycznego odnaleźć można było w spektaklach Leona Schillera, w dekoracjach Andrzeja Pronaszki, Wincentego Drabika i Szymona Syrkusa. Do eksperymentów teatralnych zaliczyć należy wystawienie w 1927 w Wilnie w teatrze „Reduta” w pełni już ekspresjonistycznego Snu Felicji Kruszewskiej, debiutanckiego spektaklu reżysera Edmunda Wiercińskiego. Małej Dziewczynce śni się koszmar: musi przez nocną Warszawę dotrzeć do Księcia z ostrzeżeniem o zbliżających się Czarnych Wojskach, każdy jej krok śledzi złowrogi Zielony Pajac, który wisiał na lampie.

### Wielka Brytania
W Wielkiej Brytanii Seán O’Casey przygotował w duchu ekspresjonizmu sztukę The Silver Tassie (Srebrny puchar, 1928), która jednak nie spotkała się z uznaniem i została odrzucona przez decydentów Abbey Theatre. Sztukę ekspresjonistyczną propagował też Ashley Dukes, wystawiając w awangardowym Gate Theatre Studio w Londynie repertuar niemiecki, a pod koniec lat 30. w ramach działalności Sceny Poetów inscenizował w podobnym stylu przypowieści Wystana Hugh Audena i Christophera Isherwooda. Pod koniec trzeciej dekady można było obejrzeć ekspresjonistyczny spektakl Johna Priestleya Johnson over Jordan. W dziedzinie dekoracji do ekspresjonistów nawiązywał Terence Gray, określający swoje projekty mianem dekoracji izometrycznych. Gray stosował różnorodne kombinacje monochromatycznych ruchomych kolumn, schodów i podestów zarówno do inscenizacji sztuk antycznych jak i współczesnych.

### Francja

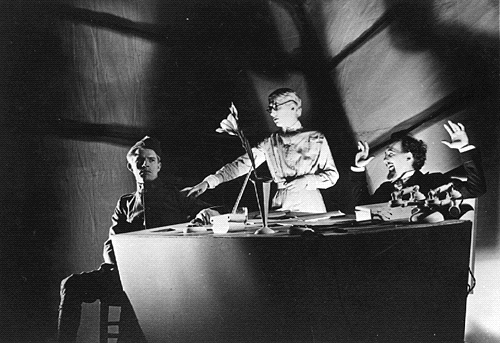
Scena z musicalu Johnny Johnson (1936)

Również we Francji ekspresjonizm rozprzestrzeniał się z oporami. Do reżyserów, którzy wykorzystywali zdobycze tego stylu można zaliczyć Gastona Baty'ego i Georges’a Pitoëffa. W pełni styl ten uwidocznił się dopiero w spektaklach Jeana-Louisa Barraulta.

### Rosja
W Rosji analogicznym do ekspresjonizmu kierunkiem w teatrze był konstruktywizm, propagowany przez Wsiewołoda Meyerholda, był to nurt z gruntu propagandowy.

### Stany Zjednoczone
Do amerykańskich dramaturgów,piszących sztuki ekspresjonistyczne można zaliczyć takich twórców jak Elmer Rice, Eugene O’Neill (The Hairy Ape, The Emperor Jones, The Great God Brown), Sophie Treadwell (Machinal), Lajos Egri (Rapid Transit). Paul Green adaptację Przygód dobrego wojaka Szwejka do ekspresjonistycznego musicalu zatytułowanego Johnny Johnson, o oprawę muzyczną zadbał Kurt Weill, premiera sztuki odbyła się w 1936 roku.